# シャルル・バイイ
シャルル・バイイ（Charles Bally（フランス語発音: [ʃaʁl baji]）、1865年2月4日 – 1947年4月10日）は、スイスの言語学者。

## 生涯と業績
バイイはジュネーヴで生まれた。はじめジュネーヴ大学、後にベルリン大学で文献学を学び、1889年にエウリピデスに関する論文でベルリン大学の博士号を得た後、ギリシア王家の家庭教師として4年間働いた。
1893年にジュネーヴに戻ったのち、コレージュなどで教え、またジュネーヴ大学の私講師として働いた。その一方でフェルディナン・ド・ソシュールにサンスクリットを学んだ。1913年からはソシュールの後任として同大学で一般言語学と印欧語比較言語学を教え、1939年に退官するまでその職にあった。この間、6人の学生が取った講義ノートをもとに、1916年にソシュールの『一般言語学講義』をアルベール・セシュエとともに編集・出版した。
バイイは文体論の創始者であり、ソシュールが一般言語学の講義をはじめる前にすでに文体論に関する最初の著作を出版している。バイイの文体論は文学的な文体論ではなくあくまで言語学の一分野であり、社会に共有された慣用的な表現方法を取りあげている。バイイの文体論はソシュールも高く評価しており、パロールの概念に影響していることは間違いない。
バイイは言語の習慣的な部分や対立の体系ではなく、表現的な「パロール」の部分に注目し、話者の主観性の表現である様態について研究した点でもソシュールと異なっている。
1937年にはソルボンヌ大学の名誉教授に選ばれた。

## 日本への影響
日本ではおなじく文体論の研究を行った小林英夫がバイイの紹介や著書の翻訳を行った。時枝誠記の『国語学原論』ではソシュールとバイイをひとまとめに批判しているが、後の『国語学原論 続篇』では評価を改め、ソシュールの言及しなかった「話手」を前面に据えた点において評価している（ただし「聞手」の存在を考慮していない点は批判している）。バイイの様態論は日本でのムード・モダリティ・陳述などの議論に影響を与えた（三上章『現代語法序説』など）。

## 主な著書
- Précis de stylistique:esquisse d'une methode fondée sur l'étude du français moderne. Genève: A. Eggimann. (1905)

- Traité stylistique française. Heidelberg: C. Winter. (1909)

文体論の代表的な作品。
- Le langage et la vie. Genève: Édition Atar. (1913)

日本語訳 小林英夫 訳『生活表現の言語学』岡書院、1929年。のち小林英夫 訳『言語活動と生活』岩波文庫、1941年。改訂版1974年。
言語のもつ論理でなく感情の側面に光をあてた著作。1926年と1935年に大きな改訂を行っている。
- Linguistique générale et linguistique française. Paris: E. Leroux. (1932)

日本語訳 小林英夫 訳『一般言語学とフランス言語学』岩波書店、1970年。
文が事理(dictum)と話者の態度(modus)からなるとして、様態について論じた。またドイツ語と対照することでフランス語の特徴を明らかにしようとした。